# Carolea
La Carolea è una cultivar d'olivo tipica della Calabria.

## Caratteristiche

### Generalità
Viene coltivata fino ai 800 m s.l.m. Caratterizzata da portamento assurgente e allargato; chioma a forma di piramide rovesciata e mediamente folta con rami fruttiferi sottili ed eretti. Come impollinatore si utilizzano la Nocellara messinese, Pidicuddara, Itrana, Cassanese e Picholine.
Si è dimostrata varietà adatta alla raccolta meccanica.

### Fiori e frutti
Fioritura precoce e abbondante, mentre la maturazione delle drupe è scalare ed un po' tardiva; di solito la raccolta cade a novembre. Frutti di pezzatura grossa (4-8 g), utilizzabile sia come oliva da tavola, sia per la trasformazione in olio. La polpa del frutto è soda e ben attaccata al nocciolo.

### Produzione e olio
Ha produttività alta e costante; la resa in olio è del 20-25% e il prodotto è di ottima qualità: giallo con riflessi verdi mediamente fruttato con sentori di mela, mandorla, carciofo e sfumature d'amaro, di piccante ed erbacee, e a bassa acidità. Molto note sono le monovarietali di carolea di Pianopoli, dalle quali dopo la spremitura si ottiene un olio dal gusto poco acido. 